# Азот (компания)
АО «Новомосковская акционерная компания „Азот“» (НАК АЗОТ) — российское химическое предприятие, второй по объёмам[когда?] выпуска российский производитель азотных удобрений и аммиака. Компания входит в состав холдинга «Еврохим».
Одна из градообразующих компаний города Новомосковска Тульской области.
Основные виды продукции: аммиак, нитрат аммония, карбамид, метанол, КАС-32, азотно-известняковое удобрение.
В 2015 году выручка предприятия составила 51,4 млрд руб., чистая прибыль — 17,4 млрд руб.

## История
В 1929 году строительство химического гиганта НПО «Азот» (сейчас НАК «Азот») положило начало города Новомосковска. В конце 1920-х годов советское руководство взяло курс на ускоренную индустриализацию, отказавшись от идей НЭПа, и приступило к созданию мощного промышленного комплекса. Образованному в 1928 году Комитету по химизации народного хозяйства было поручено разработать и приступить к реализации программы по развитию химической промышленности для того, чтобы обеспечить другие отрасли широким спектром химического сырья, материалов и изделий из них. В частности, для сельского хозяйства требовалось производство минеральных удобрений, чтобы помочь решить проблему продовольственной безопасности. Проведя работы по исследованию районов, где могли бы разместиться химические предприятия, Комитет остановился на Узловском районе Тульской губернии (ныне Новомосковский городской округ Тульской области).
В сентябре 1929 года, после XV партийной конференции ВКП(б) и V Всесоюзного съезда Советов был утверждён план строительства в Бобриках, на который выделялось 550 миллионов рублей на первоочередные работы, а также ставилась задача построить город на 50 тысяч населения. На должность начальника строительства комбината Министерством тяжёлой промышленности назначен бывший заведующий Совнархозом Москвы П. Г. Арутюнянц. С 1934 по 1937 годы он занимал должность директора химкомбината, строил вторую и третью очередь комбината.
Стройка химкобината, сопутствующих производств и объектов инфраструктуры в Бобриках стала одной из «сверхударных» строек первой пятилетки 1928—1932 годов, а по сложности и значению для pазвития народного хозяйства СССР — была одной из крупнейших строек тех лет. В «Бобрикстрое» принимали участие энтузиасты, съехавшиеся со многих регионов СССР, которые практически вручную с помощью лопат, тачек и носилок приступили к работе. Тысячи землянок, бараков и домиков из фанеры образовали первое поселение переселенцев — «Копай-город».
23 декабря 1933 года Бобриковский химический комбинат начал давать продукцию. Этот день считается днём pождения Новомосковского химического комбината. Шестеро участников строительства были награждены высшей наградой Советского Союза (на тот момент времени) — орденом Ленина, и ещё 12 первостроителей — орденом Трудового Красного Знамени.
Вместе с комбинатом были построены объекты транспортной и энергетической инфраструктуры, а также другие промышленные предприятия (Сталиногорская ГРЭС — 1934, фенольный завод — 1936, ныне ООО «Оргсинтез»). Сталиногорск стал не только советским, но мировым крупным центром химической промышленности. К 1941 году на химкомбинате вырабатывалось в год 86 тысяч тонн аммиака, свыше 40 тысяч тонн аммиачной селитры, более 3-х тысяч тонн натриевой селитры, почти 40 тысяч тонн серной кислоты, 8,5 тысяч тонн каустической соды, 15 тысяч тонн хлорной извести, около 240 тысяч тонн минеральных удобрений. Всего предприятие производило в начале 1940-х годов 18 видов химической продукции.
С началом Великой Отечественной войны Сталиногорск рассматривался немецким командованием как один из важнейших промышленных объектов страны, подлежащих уничтожению. 5 сентября 1941 года промышленные объекты города были подвергнуты бомбардировкам, в дальнейшем налёты люфтваффе стали почти ежедневными. По мере приближения фронта, советским руководством были приняты меры по эвакуации на восток СССР основных объектов химической промышленности, ГРЭС, а также их сотрудников. Демонтаж станков, узлов и другого оборудования был закончен к 20 ноября. Сталиногорский химкомбинат разместился в тылу на Березниковском азотно-туковом заводе (Пермский край) и Чирчикском химкомбинате (Ташкентская область Узбекской ССР), а оборудование ГРЭС и анилино-красочного завода было эвакуировано на Урал.
В ночь на 23 ноября защитниками города были взорваны производственные мощности химического комбината и ГРЭС, которые не успели эвакуировать на восток страны.
В ночь на 31 декабря 1942 года произошло «второе рождение химкомбината»: был пущен цех по производству метанола, необходимого для фронта. В 1943 году впервые в условиях войны химики Сталиногорска завоевали переходящее Красное Знамя
Государственного Комитета Обороны.
В 2022 году компания приобрела у Квадры Новомосковскую ГРЭС.

## Награды
- Почётный знак Российской Федерации «За успехи в труде» (17 августа 2023 года) — за достигнутые высокие показатели в производственной деятельности[10]

### Сноски
1. ↑  Орденом Ленина за строительство комбината были награждены:
  - Арутюнянц Пётр Георгиевич, начальник строительства — «за выдающиеся заслуги в деле строительства и успешное освоение производства крупнейшего в Союзе ССР химического комбината»;
  - Енов-Ходорковский Иона Семёнович, секретарь парткома строительства — «за выдающиеся заслуги по организации партийно-массовой работы на строительстве, обеспечившей ударные темпы строительства и успешное освоение заводов комбината»;
  - Шукст Л. Ф., председатель Бобриковского горкома строителей — «за выдающиеся заслуги по организации рабочих масс на борьбу за успешное окончание строительства, руководство развертыванием социалистического соревнования и ударничества»;
  - Ступаков Евгений Фёдорович, слесарь, бригадир цеха очистки — «за выдающиеся заслуги по монтажу особо сложного оборудования компрессоров высокого давления, как лучшего ударника по освоению и выполнению плана монтажных работ»;
  - Дёмкин Никита Ефимович, рабочий-каменщик — «показавший образцы подлинно социалистического отношения к труду, давший рекордно высокие нормы кладки кирпича и 15 раз премированный»;
  - Добровинский А. А., заместитель главного инженера строительства — «за особые заслуги по применению новых технических приемов в строительном деле и решительную борьбу с элементами консерватизма в технике строительства».
2. ↑  По другим данным — 21 ноября. См. статью Новомосковская ГРЭС Архивная копия от 4 марта 2016 на Wayback Machine по материалам книги «Тульская энергетика на рубежах столетий».